# تريمتريكست
تريمتريكست هو من مشتقات الكينازولين. وهو مثبط مختزلة ثنائي الهيدروفولات.

## الاستخدامات
لقد تم استخدامه مع حمض الفولينيك في علاج ذات الرئة بالمتكيسة الجؤجؤية.
وقد تم التحقيق في إمكانية استخدامه في علاج الساركومة العضلية الملساء. وهو مضاهئ ميثوتركسيت فعّال ضد الخلايا السرطانية المقاومة لنقل الميثوتركسيت داخلها وبالتالي تغلب على المقاومة الطبيعية والمكتسبة للميثوتركسيت. كما يستخدم أيضاً في الورم اللِمفي الجلديّ للكريات الليمفاوية التائية.

## روابط خارجية
- مدلاين بلس uspdi-202693
- قاعدة بيانات الأمراض (DDB): 30480